# Bandrele
Bandrélé redirige ici.
Bandrele (prononcé [bɑ̃dʁele], également orthographié Bandrélé) est une commune française du département et région d'outre-mer de Mayotte peuplée de 10 282 habitants en 2017. La commune de Bandrele se situe au sud-est de l'île.

## Géographie
Bandrele jouit d'un climat tropical de type Aw selon la classification de Köppen, avec une température moyenne de 26,1 °C et des précipitations d'environ 1 214 mm par an, plus importantes en été qu'en hiver.
Les vents dominants selon les saisons sèche et humide sont l'alizé du sud-ouest et la mousson du nord-ouest. La température de la mer oscille autour de 25,6 °C.
Bandrele se trouve dans une zone sismique.
Liste des villages qui constituent la commune du Nord au Sud et les langues locales qui y sont parlées :
- Hamouro (mahorais)
- Nyambadao (mahorais)
- Bandrele (chef-lieu, mahorais)
- Bambo-Est
- M'nynambani (lieu-dit, anciennement Lapani 2, shibushi et mahorais)
- Mtsamoudou (shibushi et mahorais)
- Dapani (ou Lapani, shibushi principalement, mais également mahorais et français)

Saziley était autrefois un village : les habitants de ce village l'ont quitté pour s’installer à Dapani et à Mtsamoudou.

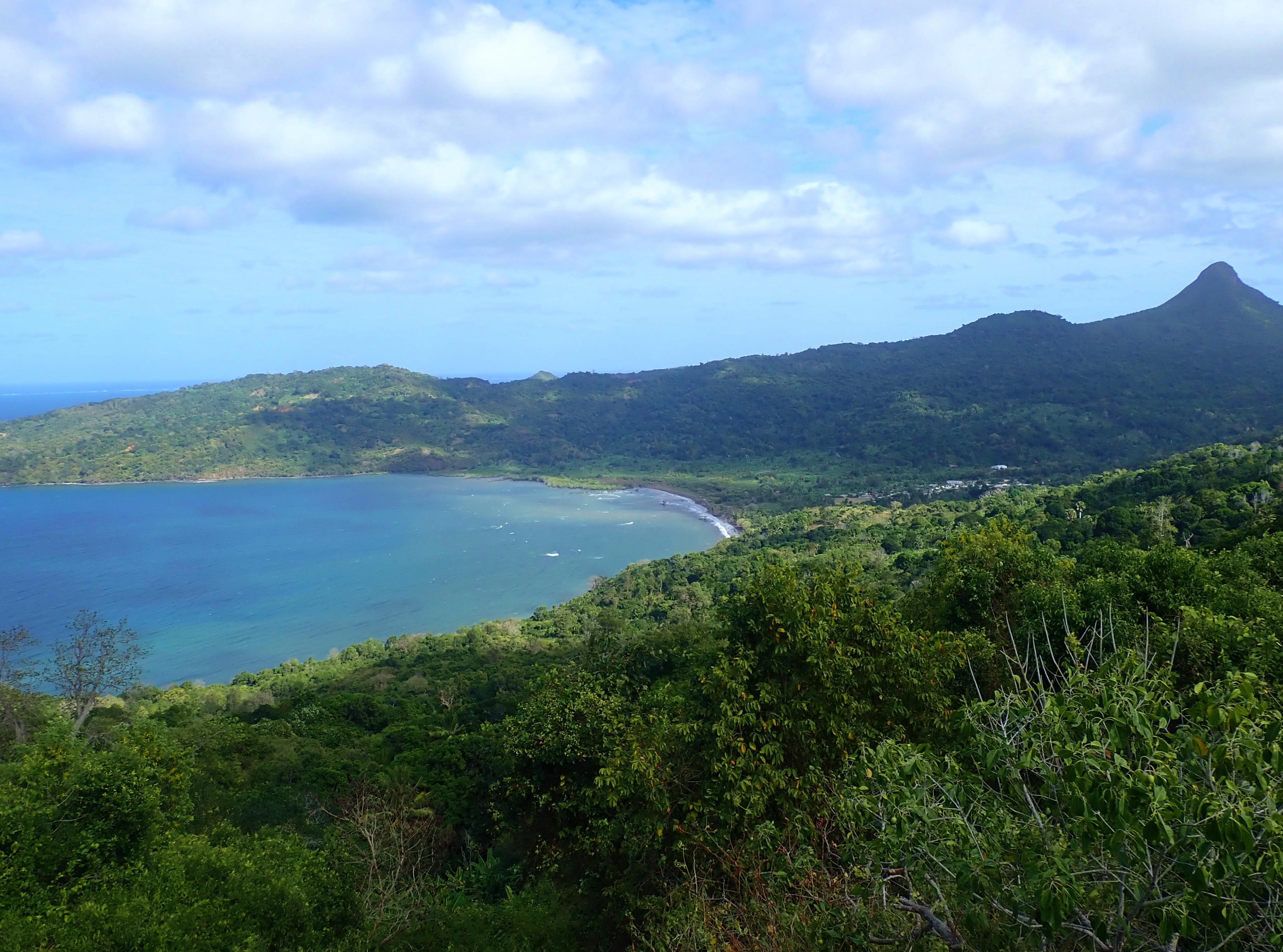
Dapani.
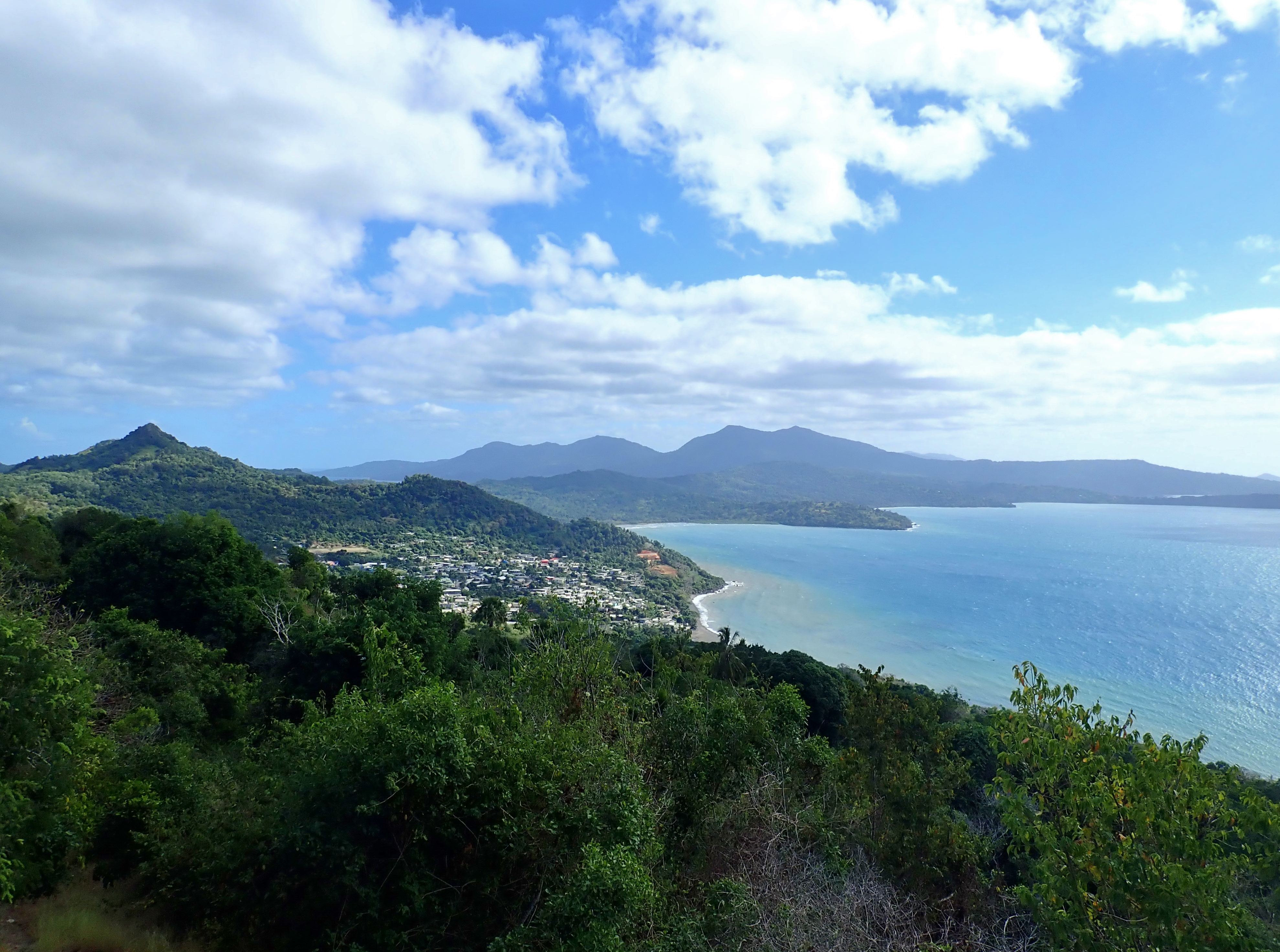
Mtsamoudou.
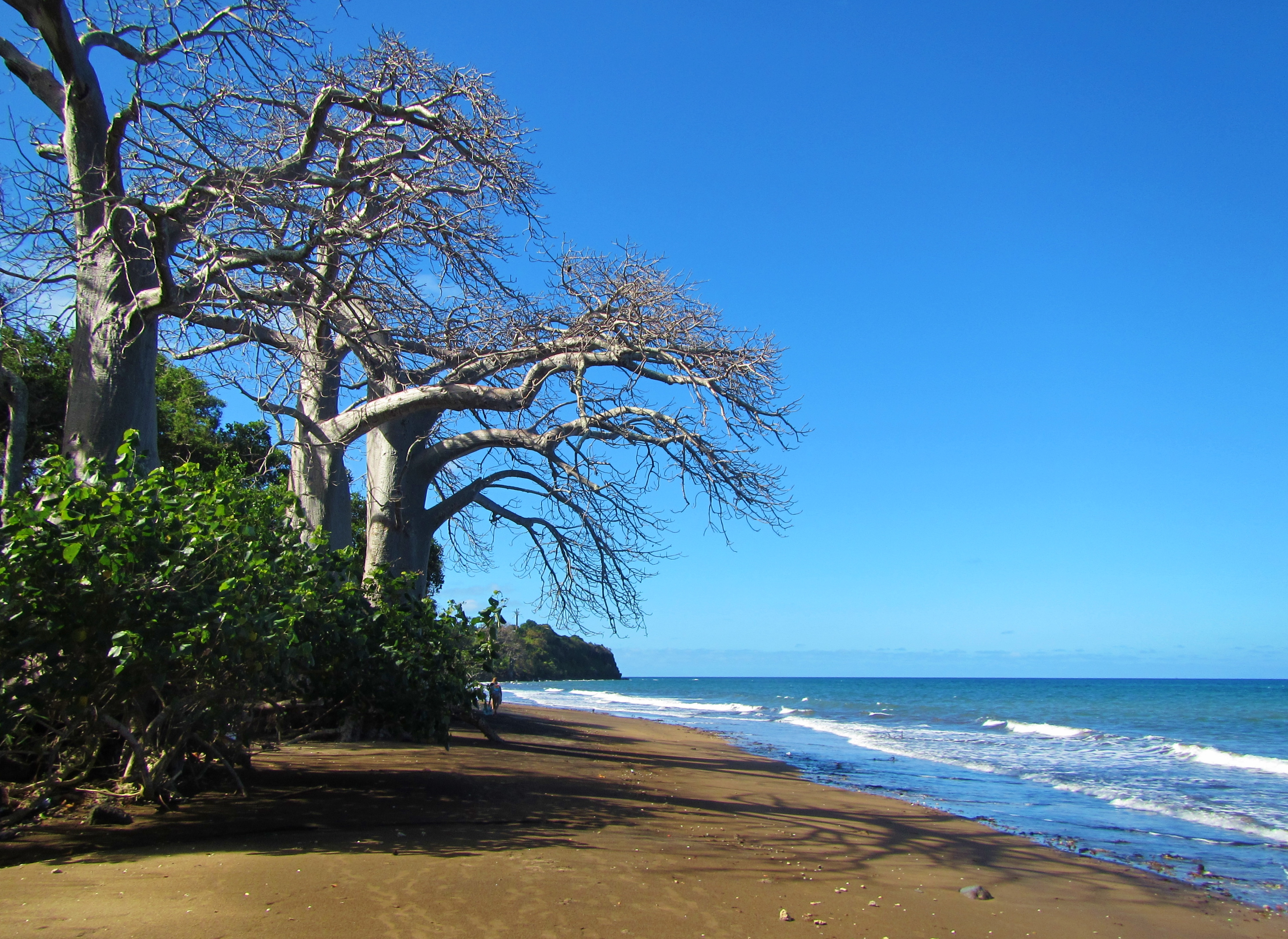
Plage de Sakouli.
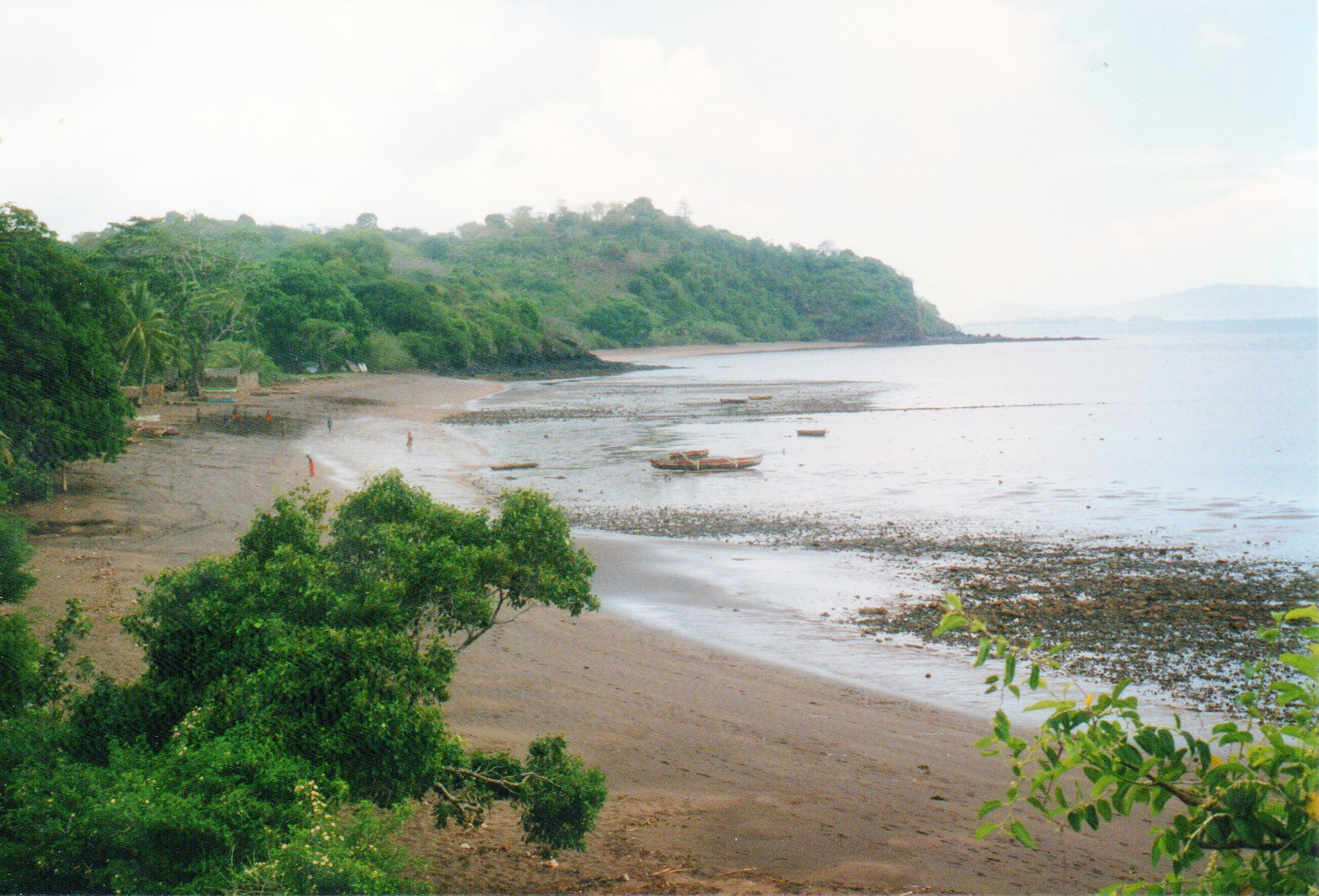
La plage de Hamouro.
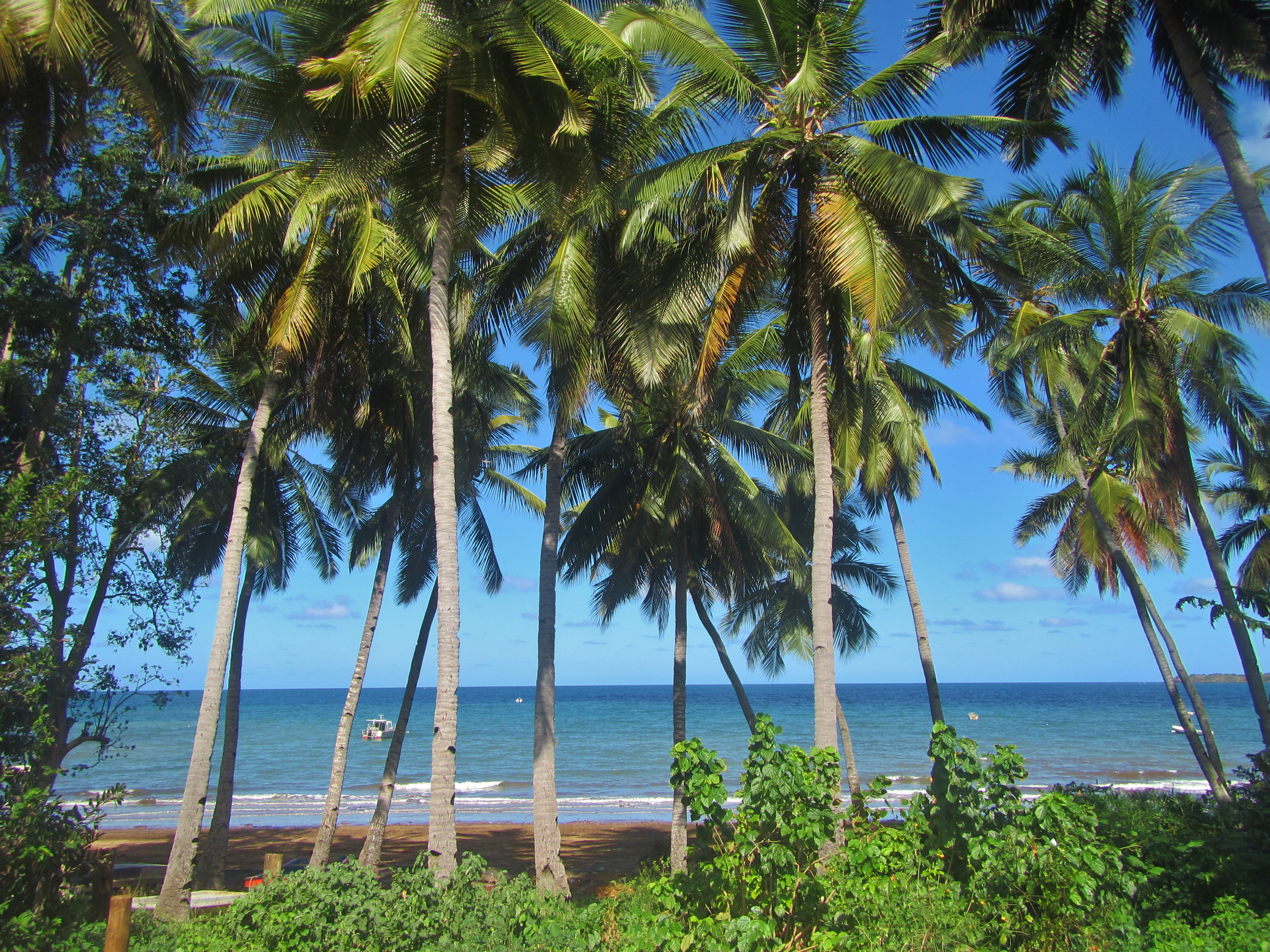
La plage de Nyambadao.

### Dapani
Dapani (en mahorais) ou Lapani (en shiboushi) est un village de la commune de Bandrele. Le village se situe à l’extrême sud de Mayotte, sur la côte est, entre une nature verdoyante et le lagon. Dapani est entouré de collines côté terre et se situe dans une plaine bordée par la mer. Dapani a le village de Mbouini (Kani-Kéli) d'un côté et le village de Mtsamoudou (Bandrele) de l'autre.

### Mtsamoudou
Mtsamoudou (ou M'tsamoudou, voire M'tsamoulou) est un village de la commune de Bandrele. Il est situé sur la côte sud-est, au nord-est du village de Dapani. Il possède une belle plage. Le village couvre une superficie de 30 hectares.

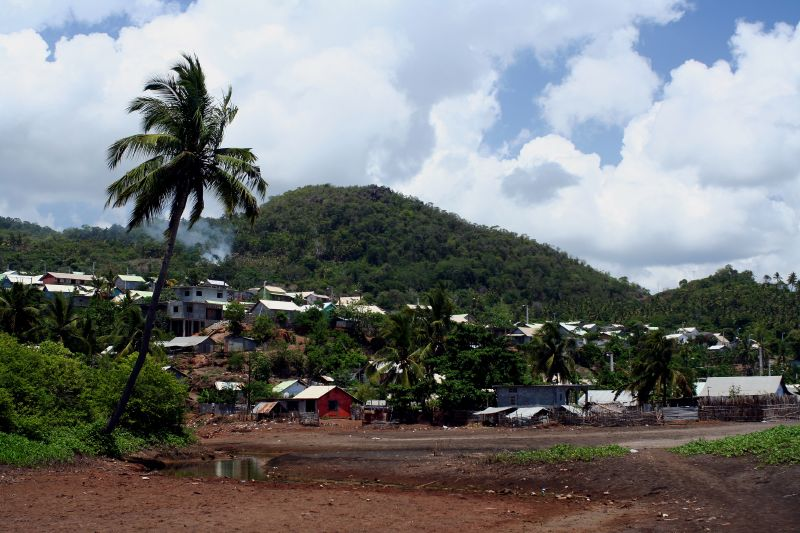
Village de Mtsamoudou.
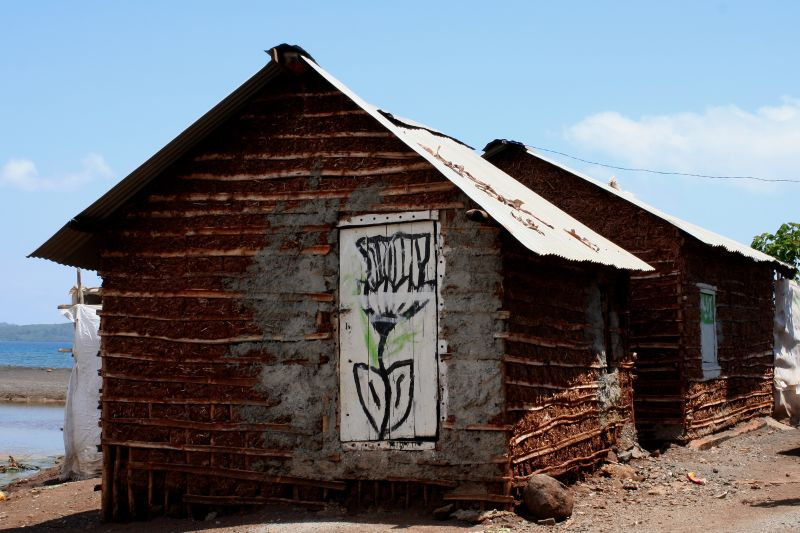
Banga.
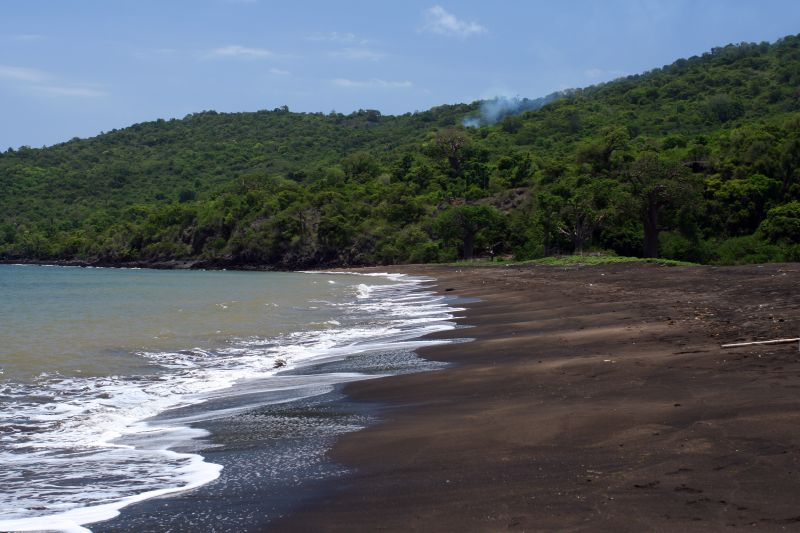
Plage de Mtsamoudou.

## Urbanisme

### Typologie
Bandrele est une commune rurale, car elle fait partie des communes peu ou très peu denses, au sens de la grille communale de densité de l'Insee,,,. Elle appartient à l'unité urbaine de Bandrele, une agglomération intra-départementale regroupant 1 commune et 10 282 habitants en 2017, dont elle est une ville isolée,.
Par ailleurs la commune fait partie de l'aire d'attraction de Mamoudzou, dont elle est une commune de la couronne. Cette aire, qui regroupe 17 communes, est catégorisée dans les aires de 200 000 à moins de 700 000 habitants,.
La commune, bordée par l'océan Indien à l'est, est également une commune littorale au sens de la loi du 3 janvier 1986, dite loi littoral. Des dispositions spécifiques d’urbanisme s’y appliquent dès lors afin de préserver les espaces naturels, les sites, les paysages et l’équilibre écologique du littoral, par exemple le principe d'inconstructibilité, en dehors des espaces urbanisés, sur la bande littorale des 100 mètres, ou plus si le plan local d’urbanisme le prévoit,.

## Toponymie
Jusque vers 1980 on écrivait Bandéli. De bandra (la plaine) et dile (long), il désigne donc une « longue (ou grande) plaine », inhabituellement vaste pour le relief mahorais.
Selon Jean-Philippe Brandon (2001), Dapani pourrait signifier le « lieu où les habitants mangent à l'intérieur de la maison ».

## Politique et administration
| Période                                  | Période   | Identité              | Étiquette | Qualité                                                     |
| ---------------------------------------- | --------- | --------------------- | --------- | ----------------------------------------------------------- |
| 2003                                     | mars 2014 | Moussa Madi Ngabo     | UMP       |                                                             |
| mars 2014                                | En cours  | Ali Moussa Ben Moussa | MDM       | Fonctionnaire Président de la CC du Sud (Mayotte) (2020 → ) |
| Les données manquantes sont à compléter. |           |                       |           |                                                             |

## Population et société

### Démographie
L'évolution du nombre d'habitants est connue à travers les recensements de la population effectués dans la commune depuis 1978. À partir de 2006, les populations légales des communes sont publiées annuellement par l'Insee, mais la loi relative à la démocratie de proximité du 27 février 2002 a, dans ses articles consacrés au recensement de la population, instauré des recensements de la population tous les cinq ans en Nouvelle-Calédonie, en Polynésie française, à Mayotte et dans les îles Wallis-et-Futuna, ce qui n’était pas le cas auparavant. Pour la commune, le premier recensement exhaustif entrant dans le cadre du nouveau dispositif a été réalisé en 2002, les précédents recensements ont eu lieu en 1978, 1985, 1991 et 1997.
En 2017, la commune comptait 10 282 habitants, en augmentation de 30,04 % par rapport à 2012
| 1978  | 1985  | 1991  | 1997  | 2002  | 2007  | 2012  | 2017   |
| ----- | ----- | ----- | ----- | ----- | ----- | ----- | ------ |
| 2 148 | 2 974 | 3 778 | 4 942 | 5 537 | 6 838 | 7 885 | 10 282 |

### Activité et manifestations
Les derniers vendredi et samedi du mois d'août se déroule le festival du Bout de l'Île à Dapani, organisé par l'association Mayotte nature environnement et tradition. Il s'agit d'un festival de musique traditionnelle et actuelle mahoraise.
Deux clubs sont inscrits en Ligue mahoraise de football : le Bandrele Football Club qui y fait évoluer deux équipes masculines et l'Union sportive de Bandrele Tamadjema qui y fait évoluer une équipe masculine ainsi qu'une équipe féminine.

## Culture locale et patrimoine

### Lieux et monuments
- L'aérodrome de Dapani : il s'agit d'une piste en herbe, destinée aux ULM, bâtie au milieu d'une bananeraie et au bord de la rivière principale de Dapani. Elle permet aux ULM de ne pas gêner les mouvements commerciaux sur l'aéroport de Pamandzi.
- La plage de Sakouli.
- L'îlot Bandrélé (cinquième plus grande île de Mayotte).
- L'écomusée du sel : il s'agit du seul lieu ou l'on récolte le sel (extraction du sel à partir du limon) sur l'île. Le sel de Bandrélé est produit de manière traditionnelle par saulnières au rythme des marées.
- Musical plage et son baobab géant.
- Anse Bambo, anse Bandrélé et anse M'nyambani.
- L'îlot Bambo.
- L'îlot de Sable Blanc est, comme son nom l'indique, un îlot constitué uniquement de sable blanc. L'îlot est entouré de coraux et forme son propre lagon dans le lagon de Mayotte.
- Le Padza (Paza) de Dapani est une colline de couleur rouge, orange et jaune vif avec une végétation peu abondante. Il offre une vue panoramique sur la plaine de Dapani, ses collines verdoyantes, le mont Choungui et le lagon.
- La pointe Saziley offre des plages tranquilles et paradisiaques. Entre les immenses baobabs et la magnifique végétation on peut observer durant la période d'hiver austral, la ponte de tortues vertes et de tortues imbriqués. Ce sont les deux espèces marines présentes sur Mayotte. Des baleines, des dauphins et des dugongs (lamantins) y font aussi leur apparition durant cette période.
- Le parc marin de Saziley.
- L'ancien village de Saziley : il y reste notamment sa très petite mosquée qui est encore utilisée de temps à autre.
- En plus de nombreuses autres plages, chaque village dispose d'une ou plusieurs plages.
- La ponte des tortues marines : en septembre, une multitude de pontes ont lieu sur les plages de Dapani et de Saziley.
- La mangrove de Dapani. Ces forêts de palétuviers sont des écosystèmes partagés par des animaux tels que des crabes ou les gobis.

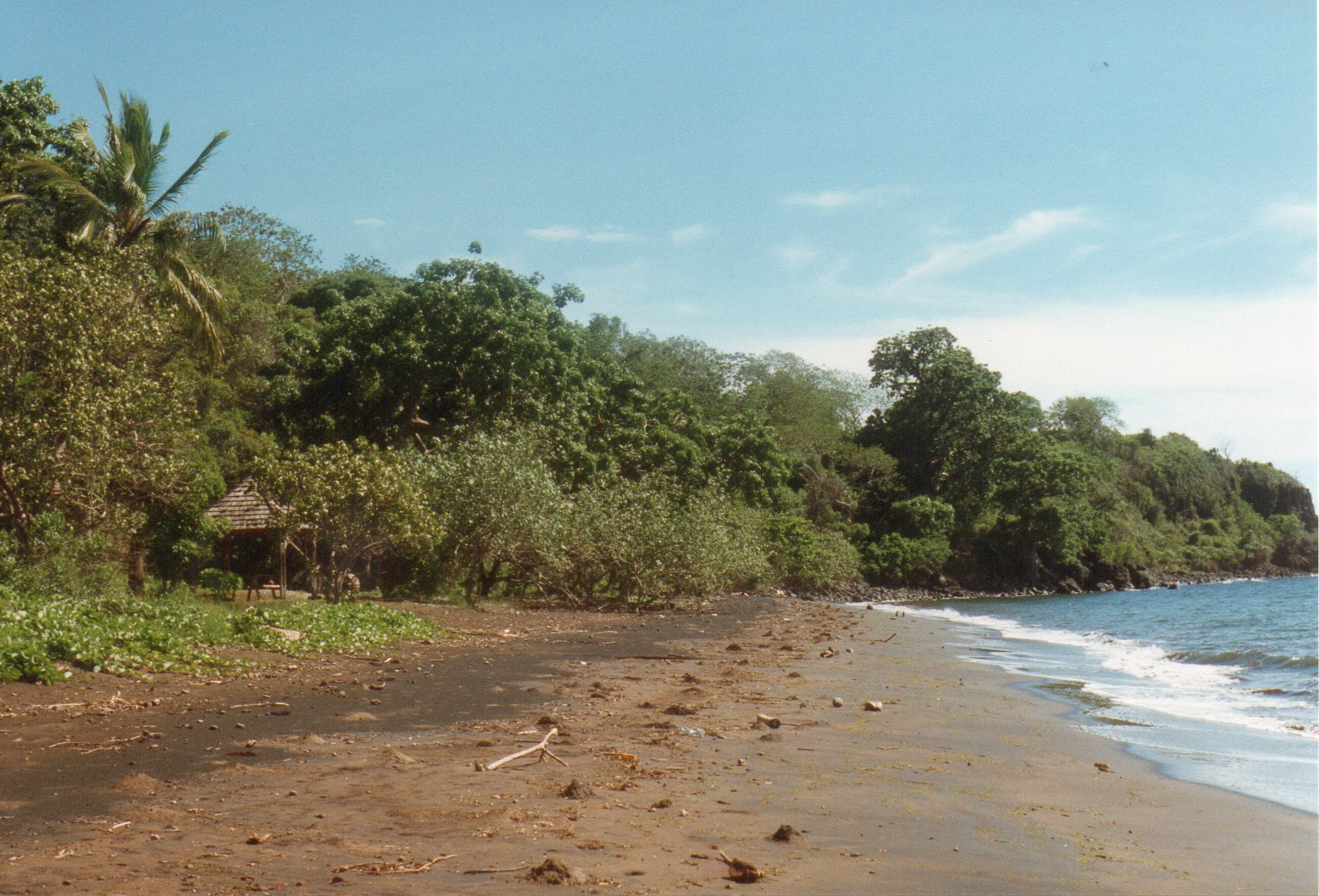
La plage de Sakouli.
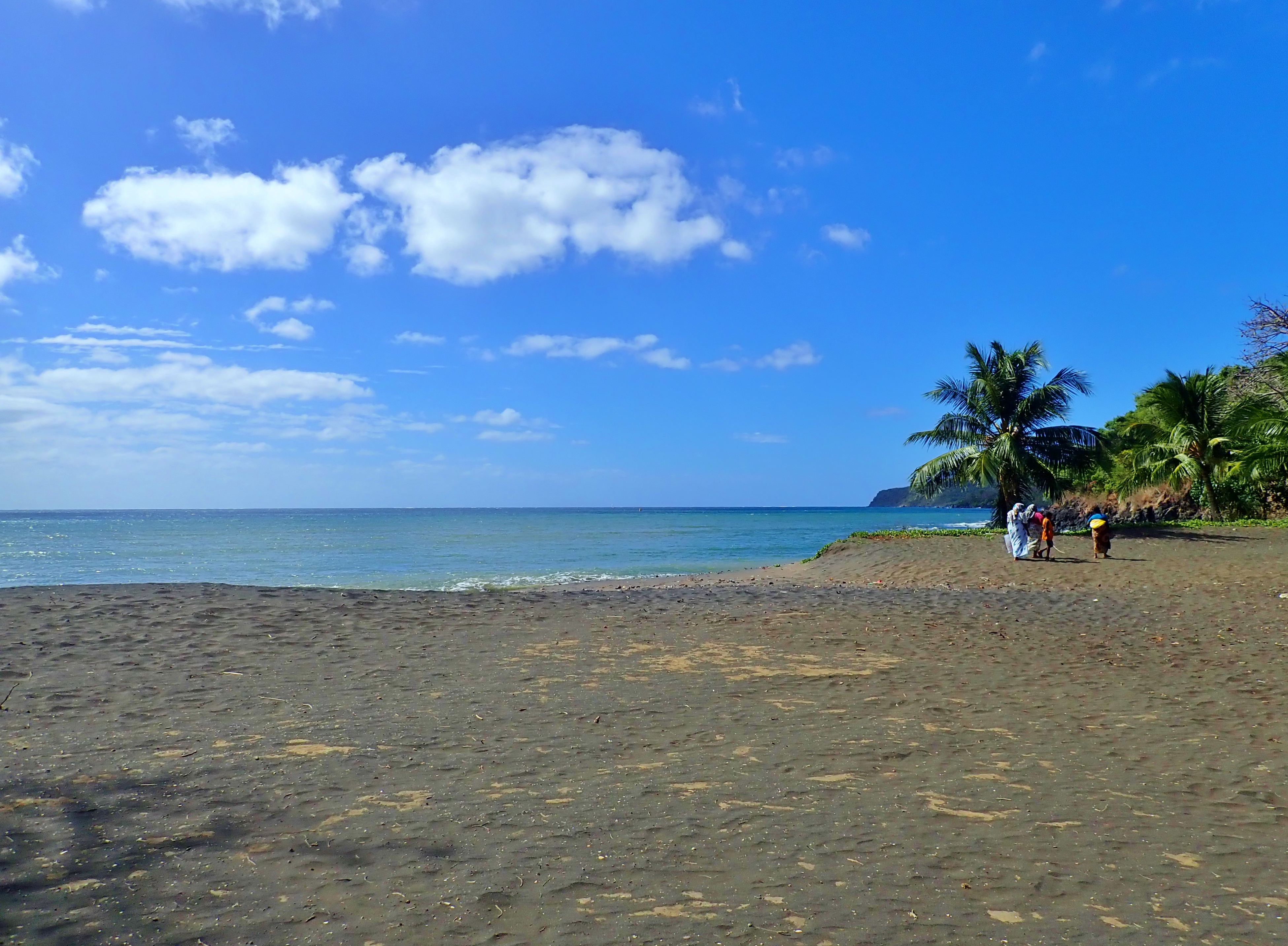
Plage de sable noir de Mtsamoudou.
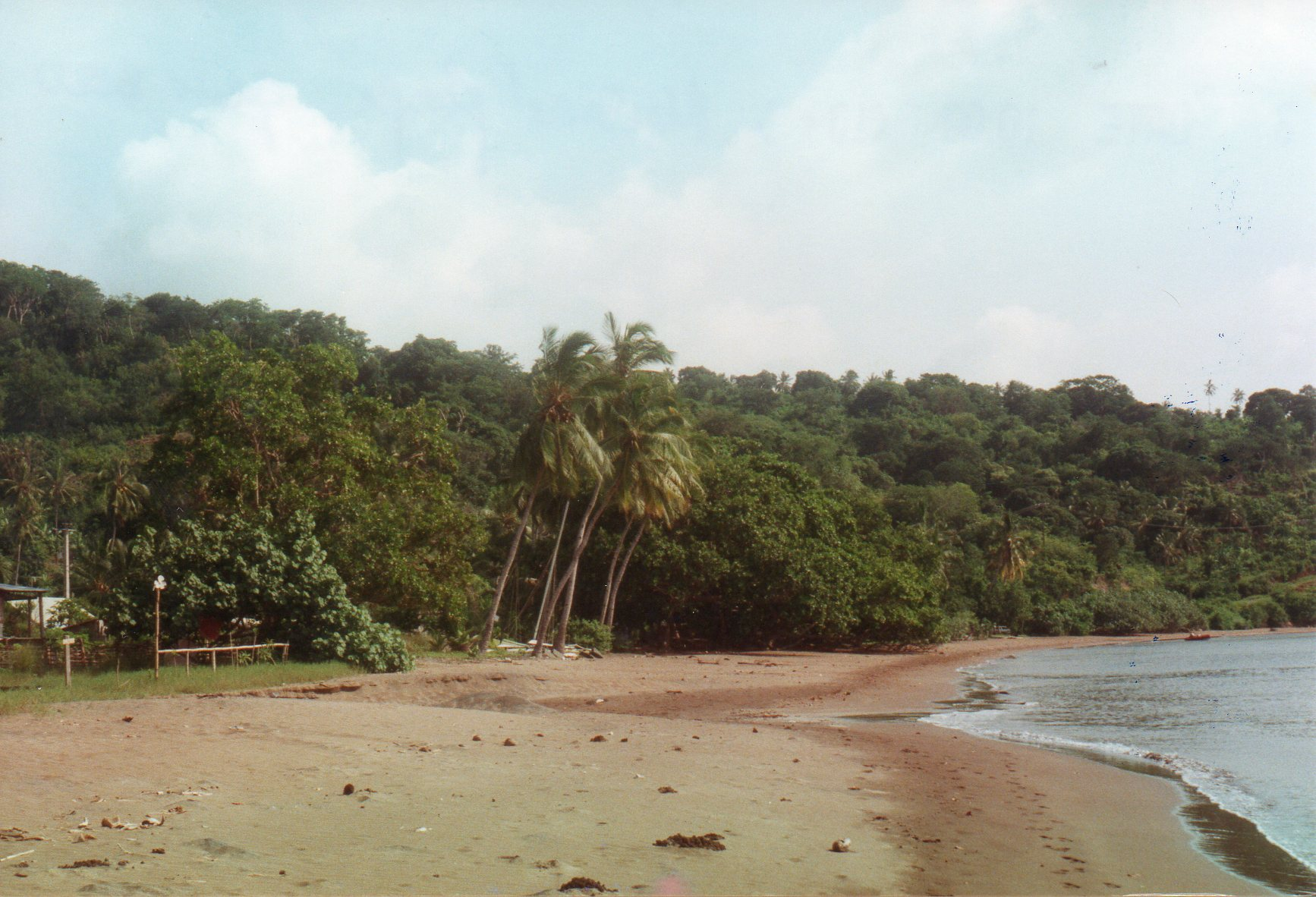
Musicale plage.
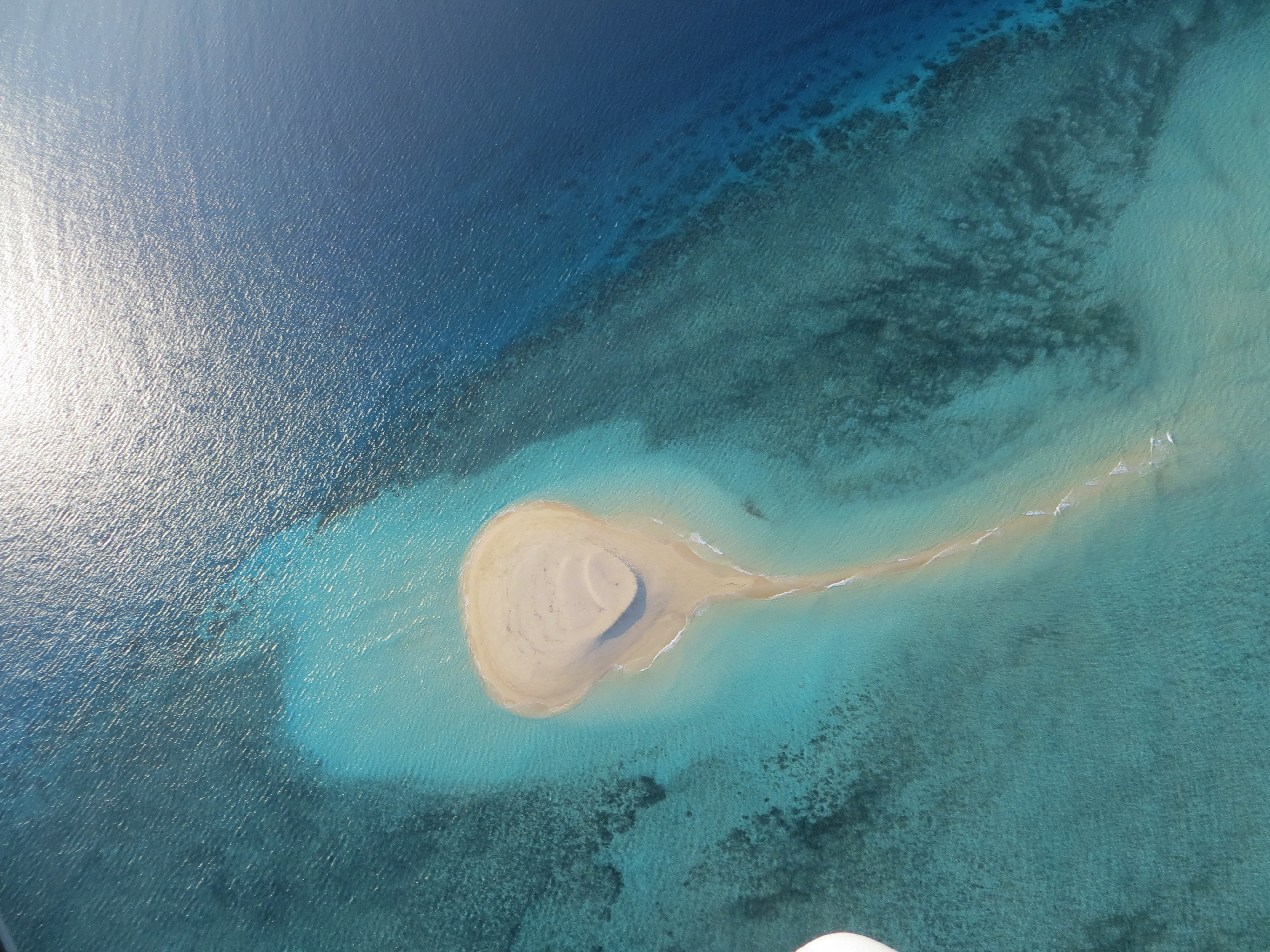
L'îlot de Sable Blanc.
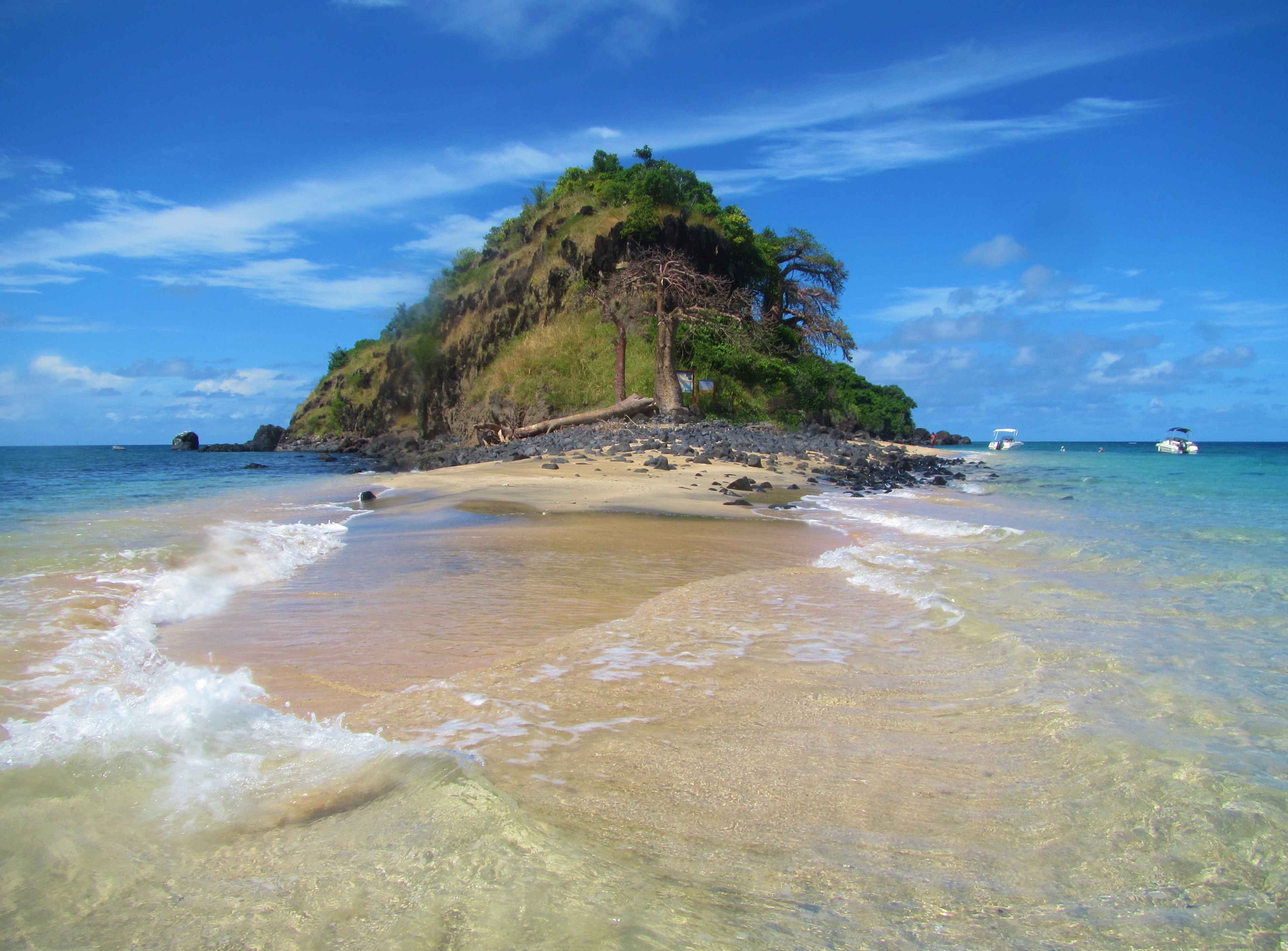
L'îlot Bambo.
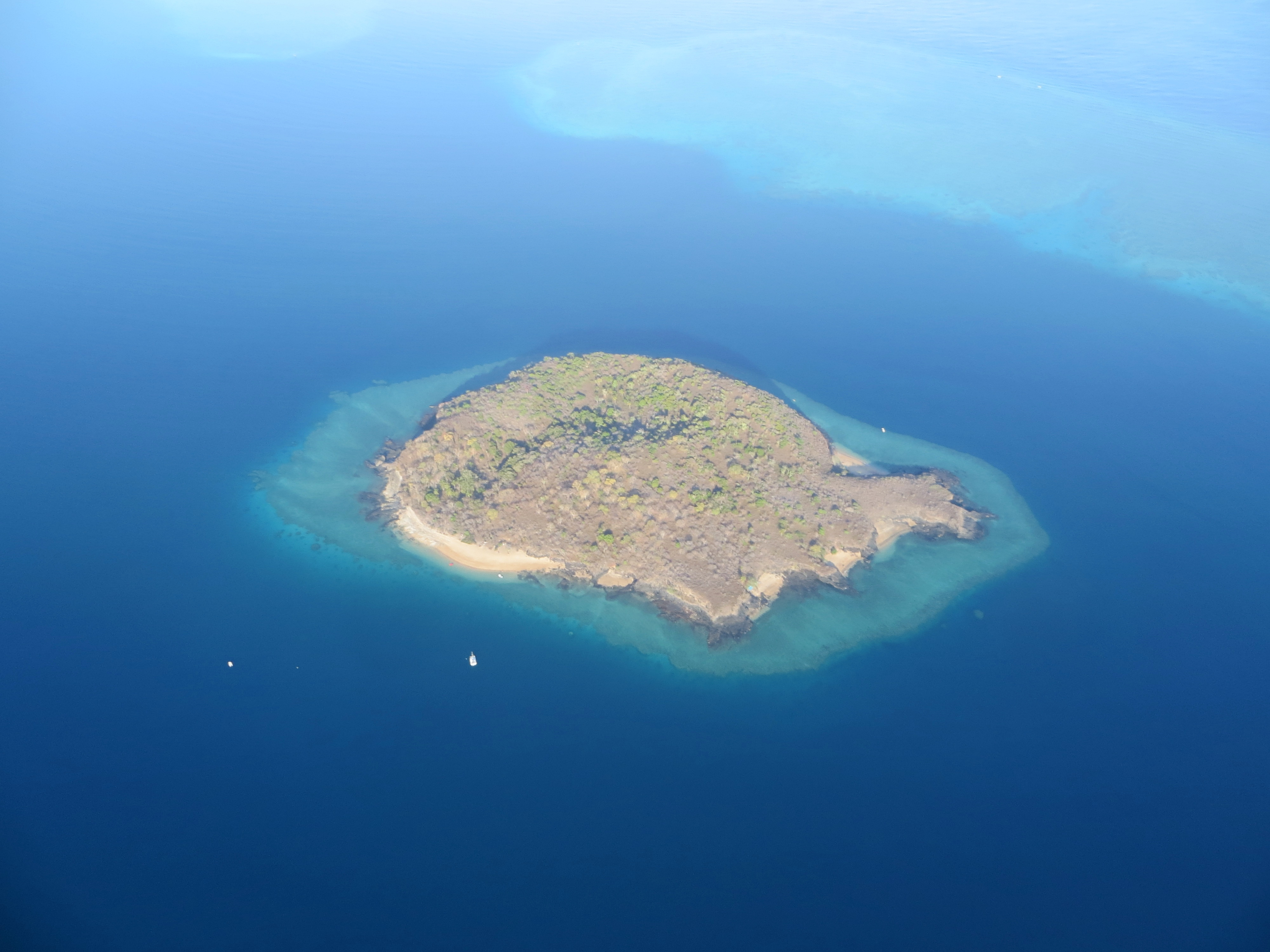
L'îlot Bandrélé.
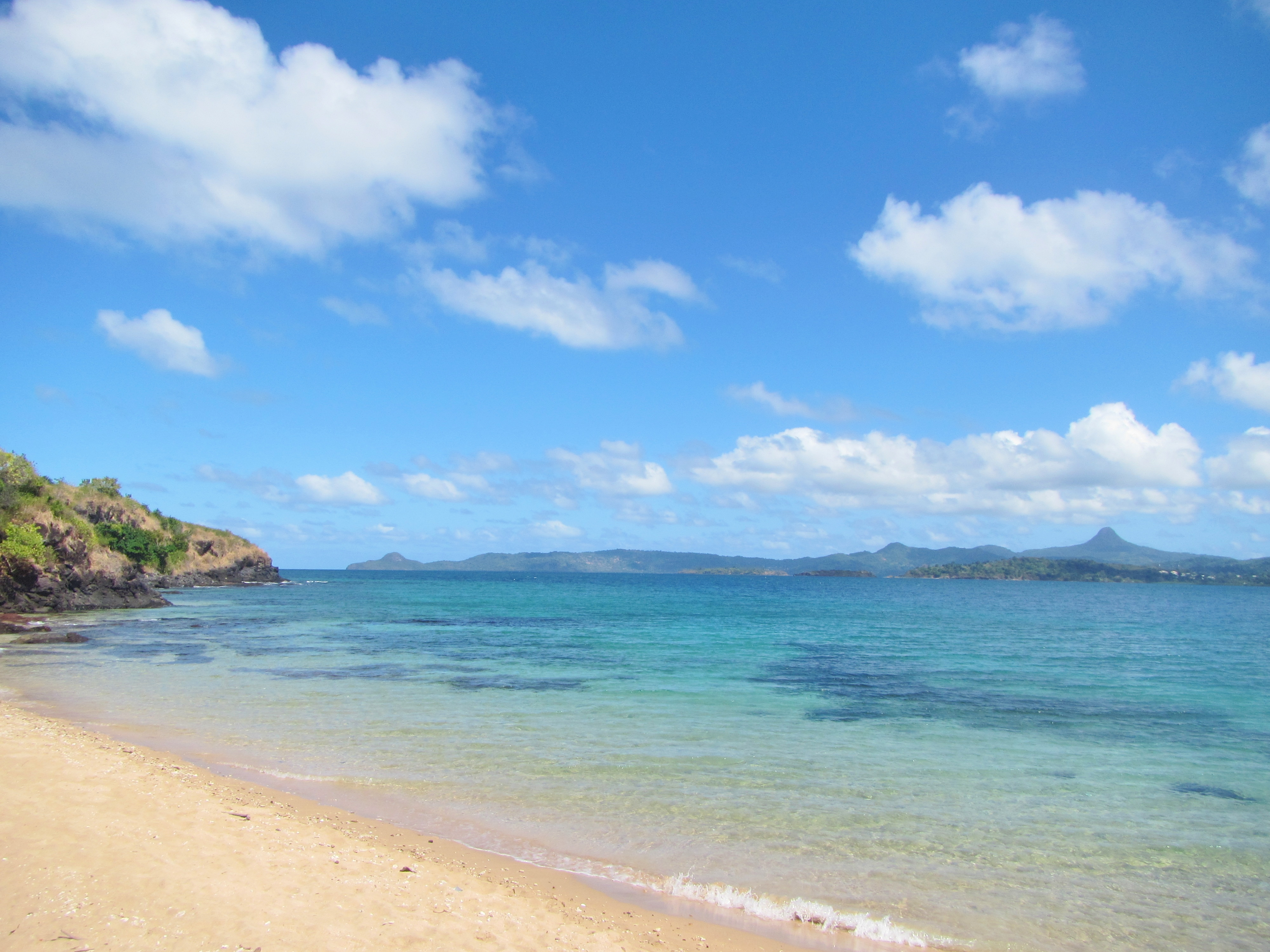
Vue sur le sud depuis l'îlot Bandrele.

### Personnalités liées à la commune
- Baco, né en 1966 à Bandrele, chanteur.
- Ismaël Boura, né en 2000 à Bandrele, footballeur.